# Pikmin 3
Pikmin 3 is een computerspel voor Wii U dat uitkwam in juli en augustus 2013. Het is het vervolg op Pikmin 2, een GameCube-spel uit 2004, en het derde spel in de Pikmin-reeks. Op 5 augustus 2020 werd bekendgemaakt dat Pikmin 3 Deluxe naar de Switch zal komen. Deze variant kwam uit op 30 oktober 2020.

## Ontwikkeling
Shigeru Miyamoto sprak in juli 2007 over de mogelijkheden van een nieuw Pikmin-spel in een interview met IGN, waarin hij zei "Ik denk zeker niet dat we Pikmin voor het laatst hebben gezien. Ik wil graag wat met ze doen, en ik denk dat vooral de Wii geschikt is voor de franchise". In een later interview met CNET.com, in april 2008, werd gezegd "Voorlopig kijkt Miyamoto naar andere projecten voor de Wii en wil hij graag de Pikmin-serie voortzetten".
Tijdens E3 in 2008 werd een nieuw Pikmin-spel aangekondigd. Miyamoto zei dat zijn team bezig was met een nieuw spel, maar verdere details werden niet genoemd. In een interview met het officiële Nintendo Magazine in Zuid-Amerika bevestigde Miyamoto dat Pikmin 3 op de Wii zou uitkomen. Hij zei ook dat de besturing op de Wii goed werkte voor het spel.
In 2008 werd bekendgemaakt dat de eerste twee Pikmin-spellen opnieuw werden uitgebracht voor de Wii, wat vragen opwekte of Pikmin 3 wel echt in ontwikkeling was. In een later interview met IGN werd duidelijk dat de heruitgave van Pikmin en Pikmin 2 niets betekende voor de ontwikkeling van Pikmin 3. Het spel werd niet getoond op E3 in 2009, 2010 of 2011, maar in juni 2010 gaf Miyamoto aan dat het spel nog steeds in ontwikkeling was.
In een discussie met Miyamoto op E3 2011 zei hij dat het spel zou verschijnen voor Wii U, de opvolger van de Wii. De HD-graphics en de speciale controller van de Wii U zouden volgens hem beter werken voor het spel.

## Gameplay

### Soorten Pikmins
In Pikmin 3 zijn er zeven soorten Pikmins:
Gele PikminDe gele Pikmin is de eerste Pikminsoort die de speler tegenkomt. De gele Pikmin zal echter pas na de Rots-Pikmin in het team komen. De gele Pikmin is lichter dan de andere soorten waardoor men ze hoger kan gooien. De gele Pikmin is ook beschermd tegen elektriciteit.
Rode PikminDe rode Pikmin is de tweede soort Pikmin die men tegenkomt, maar wordt de eerste Pikmin in het team. De rode Pikmin is beschermd tegen vuur en tegenover andere Pikminsoorten doodt de rode Pikmin vijanden ook sneller.
Rots Pikmin (Rock Pikmin)De Rots-Pikmin zal de speler als derde tegenkomen. Als hij de Rots-Pikmin op glas of op een zandmuur gooit, zal hij meer schade aanrichten.
Vliegende Pikmin (Winged Pikmin)De vliegende Pikmin is de vierde Pikmin die men zal vinden. De vliegende Pikmin lijkt sterk op een vlieg en is erg handig wanneer een hek de weg blokkeert.
Blauwe PikminDe blauwe Pikmin is de laatste Pikmin die men in het verhaal tegen zal komen. De blauwe Pikmin is de enige Pikmin die geschikt is voor water.
Witte PikminWanneer je het spel hebt uitgespeeld, kom je deze samen met de paarse Pikmin tegen. Hij is giftig, dus als een Bulborb (een vijand) hem opeet, sterft hij aan het vergif.
Paarse PikminZe zijn zwaarder dan andere Pikmins, dus ze worden lager gegooid maar zijn tien keer zo sterk.

### Kapiteins
Op volgorde van verschijnen:
- Kapitein Charlie*
- Kapitein Alph*
- Kapitein Britanny*
- Kapitein Louie
- Kapitein Olimar

(*) Alph, Britanny en Charlie zouden oorspronkelijk A, B en C hebben genoemd (beginletter van hun naam).
(*) Enkel Alph, Britanny en Charlie zijn speelbaar.

## Ontvangst
| Beoordeeld door          | Datum            | Score |
| ------------------------ | ---------------- | ----- |
| GameCity                 | 26 juli 2013     | 92%   |
| Co-Optimus               | 13 augustus 2013 | 90%   |
| Gamereactor (Sweden)     | 23 juni 2013     | 90%   |
| Nintendo Master          | 3 augustus 2013  | 90%   |
| WiiDSFrance              | 22 juli 2013     | 90%   |
| GBase - The Gamer's Base | 23 juli 2013     | 90%   |
| Gamona                   | 24 juli 2013     | 89%   |
| GamesReviews             | 8 augustus 2013  | 80%   |
| Chip Power Play          | augustus 2013    | 80%   |
| Softpedia                | 7 september 2013 | 70%   |

## Pikmin 3 Deluxe
Op 30 oktober 2020 verscheen Pikmin 3 Deluxe voor de Nintendo Switch. Nieuw in dit spel is de introductie en afsluiting met Captain Olimar en Louie, meerdere moeilijkheidsniveaus, gameplay in samenwerkingsverband (co-op), de herintroductie van de Piklopedia uit Pikmin 2, en alle downloadbare inhoud van de Wii U-versie.
Pikmin 3 Deluxe kreeg eveneens zeer positieve recensies in vakbladen en op websites. Destructroid gaf het een 8,5, Game Informer een 9, IGN een 9 en GameSpot een 8. Op verzamelwebsite Metacritic heeft de Switch-versie een score van 85%.